# 句讀
句讀，也作句逗，是古代中文書寫時用以標記休止和停顿处的記號。

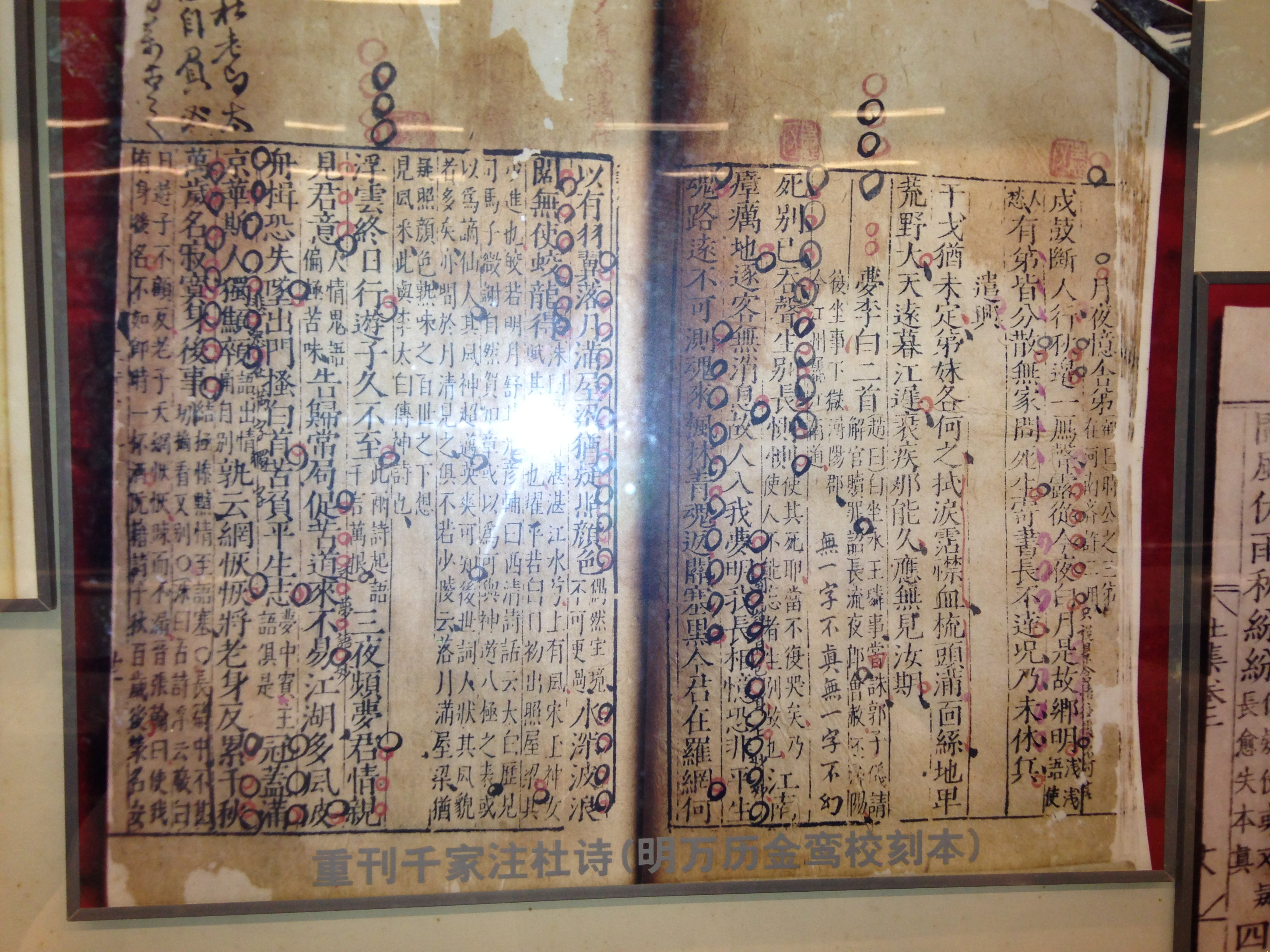
句读

古代中文在書寫上原本是沒有標點符號的設計，但是在閱讀時為求語氣的順暢和意思的正確傳達，仍有需要注意文句的起承轉合，讀書人便會用圈点法在文章中自行加注記號，這就是句讀的由來。
一般是以句號（。）作為一個句子的終了，相當於現代標點符號中的句號；句中語氣承轉停頓以讀號（ㆍ或）表示，則相當於現代標點符號中的逗號和頓號。像這樣加注句讀的動作，稱為「斷句」或「圈點」，而圈點並且加上註解或注腳的動作，則稱為「圈注」或「批點」。正確的圈點除了可以明瞭句子和文章原意，也可顯現一個人基本的學識涵養。

## 断句的方法
一般说来，学会断句、加标点要注意做到以下三条：一要通读全文，整体把握文章的基本内容和主旨；二要仔细体会词语的含义和词语之间的关系，掌握一些断句加标点的规律；三要耐心细心，先易后难，逐步缩小繁难范围，直至断开全文并加上正确的标点。

### 根据词性及词语组合规律断句
文言文中词语的词性和词语的组合规律，古今基本是一样的。这样，就可根据词语的词性和词语的组合规律（如语法关系）等来断句。

#### 发语词领句断句
文言文中常用的发语词有“盖”、“夫”、“且夫”、“今夫”等，其作用主要是领起句子，断句时要在这些词前断开。

#### 时间词语领句断句
文言文中常见的表时间的词语有“是时”、“后”、“昔者”、“日者”、“既已”、“既而”、“向者”、“俄而”等。根据文言文中常见的时间词语可以断句。

#### 复音虚词领句断句
复音虚词用于句首有几个特点：其一、这些词领起的不一定是完整的句子，一般都领起一个分句。其二、复音虚词之前，大多不用主语，主语大部分承前省略。其三、也有不在这些词前断开的，特别是在短句中。常用于文言句首的复音虚词有“其惟”、“岂惟”、“岂足”、“然且”、“然则”、“故夫”、“大抵”、“得毋”、“何以”等。断句时，根据文意往往要在这些词的前面断开。

#### 谦辞领句断句
即根据文言文句首常见的谦辞断句。常见的谦辞有“僕”、“窃”、“寡人”、“下官”、“區區 ”、“孤”、“臣”、“愚”、“妄”等。断句时，结合相关动词的位置，如果确定它们处在句首，要在这些词前断开。

#### “故”、“然”领句断句
文言文“故”字常领起推论句或结论；“然”、“然而”领起转折句。根据这些特征可以断句。

#### 方位词领句断句
方位词在文言文中常常连用或对用，当它们用于领起句子时，可作为帮助断句的标志。

#### 语气词句尾断句
文言文中句尾常见的语气词有“与（欤）”、“邪（耶）”、“乎”、“哉”、“也”、“矣”、“焉”、“耳”等，这些词之后要断开。

#### 叹词断句
文言文中常见的叹词有“嗟夫”、“呜呼”、“呜呼哀哉”等，断句时，要在这些词前后断开。

#### 呼语断句
呼语是句子的独立成分，断句时要在其前后断开。

#### 序数词断句
文言文中序数词有时清晰地标示句子的层次，以此可以断开句子。

#### 对话用语的标志性词语断句
文言文中，有些对话带有对话标志，如“语”、“曰”、“云”、“言”、“道”、“白”、“对”、“谓”等，可抓住这些对话标志性词语进行断句。
如“……者……也”、“非……则……”、“如……何”等。

### 根据修辞技巧断句
古人写文章是很讲究修辞技巧的。有的讲究句式的整齐、音律的和谐，有的讲究对仗、对称、排比、重叠等修辞格的运用。在给文言文断句、加标点时，充分注意到这些修辞现象，就会给断句、加标点带来很多便利。

#### 比喻断句
比喻词往往是比喻句的重要标志。断句时，先判断出比喻词，然后找出与之相关的前后句子。

#### 对比断句
对比论述多出现在古代论说文中，根据对比句的起止可以断句。

#### 顶真断句
顶真也叫“联珠”，是把上一句末尾的词语作为下一句开头的词语，一句一句首尾蝉联的修辞手法。根据这种特点，断句时要在蝉联的相同词语间断开。

#### 重复断句
文言文中重复的修辞手法有词语重复、短语和句子重复以及句式重复几种情况，这是断句的标志之一。断句时，先找到重复的部分，然后找到前后与之相关的词语或句子，断出完整的句子。

#### 排比断句
排比句有几个特点：句子结构相同；每句字数大体相等；常使用一些相同的虚字或重复的词语。依照这些特点可以进行断句。

#### 对偶断句
文言文中对偶句使用很多，而且用法灵活。往往重复使用几个虚字，内容相对，甚至词语相对。断句时，可以先把对偶句标出来，再去寻求其他句子的起止。

### 根据其他条件断句

#### 根据文体特点断句
文言文的不同文体特点可以帮助断句。如议论文中有论

#### 根据章法特点断句
文言文有一定的章法特点。如：开合有序，即先总述后分述或先分述后总述；杂中见整，即诸多的叙事中含有总述性的句子；纹丝不乱；错落有致。根据这此章法上的特点，可以理清文章脉络，帮助断句。

#### 根据古代音韵知识断句
上古时代的古籍不但诗歌押韵，散文也有押韵的。用韵的目的是为了便于记诵。懂得音韵，可以在韵脚处断句，给标点古籍带来很多方便。相反，不懂音韵可能引起错误。

#### 根据古代文化知识断句
正确标点古书，必须掌握古代文化方面的知识，特别是关于古代天文、地理、典章制度、风俗习惯等方面的知识。缺乏这些知识就可能点错句子。

## 外部連結
- 《重編國語辭修訂本》：句讀 （页面存档备份，存于）
- 《重編國語辭修訂本》：斷句 （页面存档备份，存于）
- 《重編國語辭修訂本》：圈點 （页面存档备份，存于）
- 《重編國語辭修訂本》：批點 （页面存档备份，存于）
- 《重編國語辭修訂本》：丶 （页面存档备份，存于）（丶讀音：主，ㄓㄨˇ，zhǔ）
- 句讀的著作權保護